# Косованка
Косованка (укр. Косованка) — село в Сторожинецкой городской общине Черновицкого района Черновицкой области Украины.
До 2020 года входило в Сторожинецкий район
Население по переписи 2001 года составляло 397 человек. Почтовый индекс — 59017. Телефонный код — 3735. Код КОАТУУ — 7324589503.